# Clase South Dakota (1942)
La clase South Dakota era una clase de acorazados de Estados Unidos que prestaron servicio durante la Segunda Guerra Mundial, que contaba con cuatro navíos: USS South Dakota, USS Indiana, USS Massachusetts y USS Alabama; todos asignados en 1942. 
Su diseño comenzó en 1937 siendo las premisas iniciales el conseguir un buque con una potencia de fuego igual a la de la clase precedente, la clase North Carolina, pero con mejor protección ante proyectiles de 406 mm y antisubmarina, manteniendo una velocidad de 27 nudos y el límite de desplazamiento de 35 000 ton. marcado por el Tratado Naval de Washington y sus sucesores.
Los cuatro acorazados fueron asignados a lo largo de 1942 y aunque algunos de ellos sirvieron por algún tiempo en los teatros de operaciones del Atlántico y el Norte de África, para 1943 estaban todos en el Pacífico donde estuvieron presentes en todas las batallas de ese escenario. Su misión fue fundamentalmente la de protección a los portaaviones de la flota norteamericana así como apoyo artillero en desembarcos de infantería.
Al finalizar la guerra mundial fueron desarmados y pasados a la reserva. El creciente papel de la fuerza aérea embarcada que hizo de los portaaviones los principales buques de las flotas y los requerimientos de la nueva aviación a reacción, hizo que la velocidad y prestaciones de los navíos de esta clase no fueran suficientes perdiendo progresivamente importancia. Nunca fueron de nuevo reasignados y fueron definitivamente retirados a mediados de los años 60 y vendidos para chatarra los dos primeros y conservados como museo los dos últimos.

## Historia

### Precedentes
En 1937 estaba en construcción el primer buque de la clase North Carolina, el USS North Carolina y aprobada la construcción del segundo, el USS Washington cuando ya se hacían evidentes una serie de problemas con su diseño. No era especialmente rápido, a pesar de ser diseñado para alcanzar 27 nudos, en particular para escoltar portaaviones, no estaba adecuadamente protegido contra impactos de proyectiles de 406 mm, munición que en ese momentos se estaba imponiendo como estándar mundial, el posible impacto bajo la línea de flotación tampoco fue tenido en cuenta hasta las fases finales del diseño y las soluciones dadas en ese momento no eran las adecuadas, las turbinas de propulsión instaladas habían sido superadas por esos años y finalmente, los North Carolina estaban diseñados como buques insignia de división, (division flagship) pero no como buques insignia de flota (fleet flagship).

### Diseño
El diseño de la clase South Dakota comenzó cuando el almirante William H. Standley, Jefe de Operaciones Navales de la Armada de los Estados Unidos, prefirió, para asignarlos al año fiscal de 1939, un nuevo diseño de acorazado en vez de solicitar dos nuevos de la clase North Carolina, que hubiesen sido asignados al año fiscal de 1938. En marzo de 1937 comenzó el diseño de la nueva clase y el 23 de junio de ese año, el Secretario de la Armada de los Estados Unidos aprobó el borrador de características de dos nuevos acorazados para el año fiscal de 1939.

## Historial de servicio

### USSSouth Dakota(BB-57)

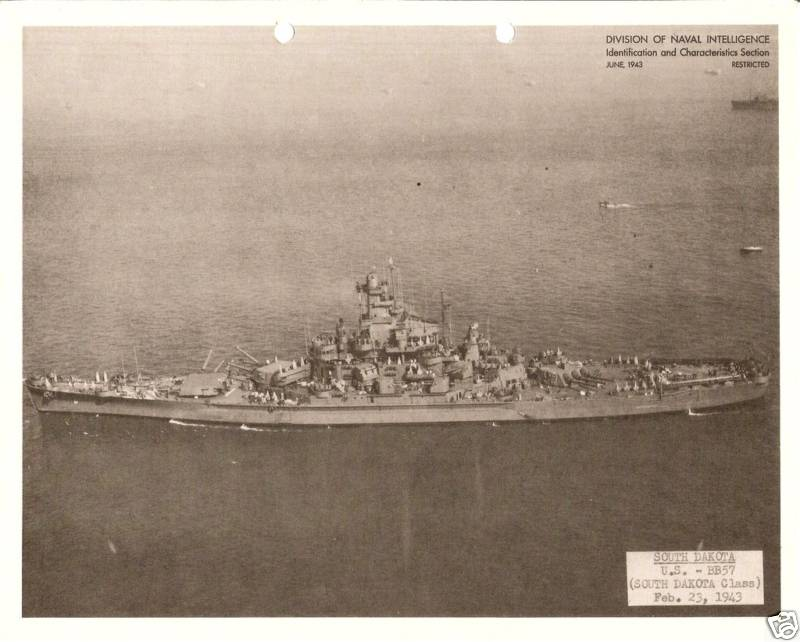
USS South Dakota en febrero de 1943.

El USS South Dakota (BB-57) fue puesto en grada el 5 de julio de 1939 en los astilleros New York Shipbuilding Corporation, botado el 7 de junio de 1941 y asignado el 20 de marzo de 1942. En agosto de ese año partió hacia el Pacífico. En noviembre participó junto con el acorazado USS Washington en la batalla naval de Guadalcanal durante la que se enfrentaron al acorazado japonés Kirishima y a los cruceros pesados Atago y Takao. Durante la batalla, y debido a un error humano, se quedó sin energía en el momento en que había sido avistado por los buques japoneses, siendo sometido a un intenso bombardeo en el que recibió 42 impactos enemigos. Tras la batalla, y gravemente dañado, se dirigió a Numea, Nueva Caledonia donde fue reparado de urgencia, y posteriormente a Nueva York. En abril de 1943 fue asignado, junto con su gemelo, el USS Alabama (BB-60), a la Home Fleet de la Marina Real Británica para proteger los convoyes de suministro a la Unión Soviética. Arribaron a la base de Scapa Flow, islas Orcadas, el 19 de mayo de 1943 prestando servicio en el Atlántico hasta el 1 de agosto de ese año cuando volvieron ambos buques a Norflok, Virginia para ser asignados al Pacífico. Como escolta de los portaaviones apoyó el desembarco en las islas Gilbert y participó en operaciones de bombardeo contra Nauru, Kwajalein, Majuro y Roi-Namur. En 1944 operó en aguas de las islas Marianas y Carolinas y en junio participó en la batalla del Mar de Filipinas tras la que se dirigió a Puget Sound, en territorio continental de Estados Unidos para efectuar reparaciones. En agosto estaba de vuelta a la acción participando en octubre en la batalla del Golfo de Leyte y operando en aguas de Filipinas hasta diciembre. En 1945 participó en el bombardeo previo al desembarco en Iwo Jima pasando después a bombardear objetivos ya en territorio metropolitano japonés, Kobe, Kure, las islas de Kyushu y Okinawa, apoyando el desembarco en esta última, y posteriormente en el área de Tokio y otros objetivos en la isla de Honshu. Tras la rendición japonesa, entró en la bahía de Tokio el 29 de agosto desde donde partió de vuelta a los Estados Unidos en septiembre. Fue pasado a la reserva en 1947 y finalmente dado de baja y vendido para chatarra en 1962.

### USSIndiana(BB-58)

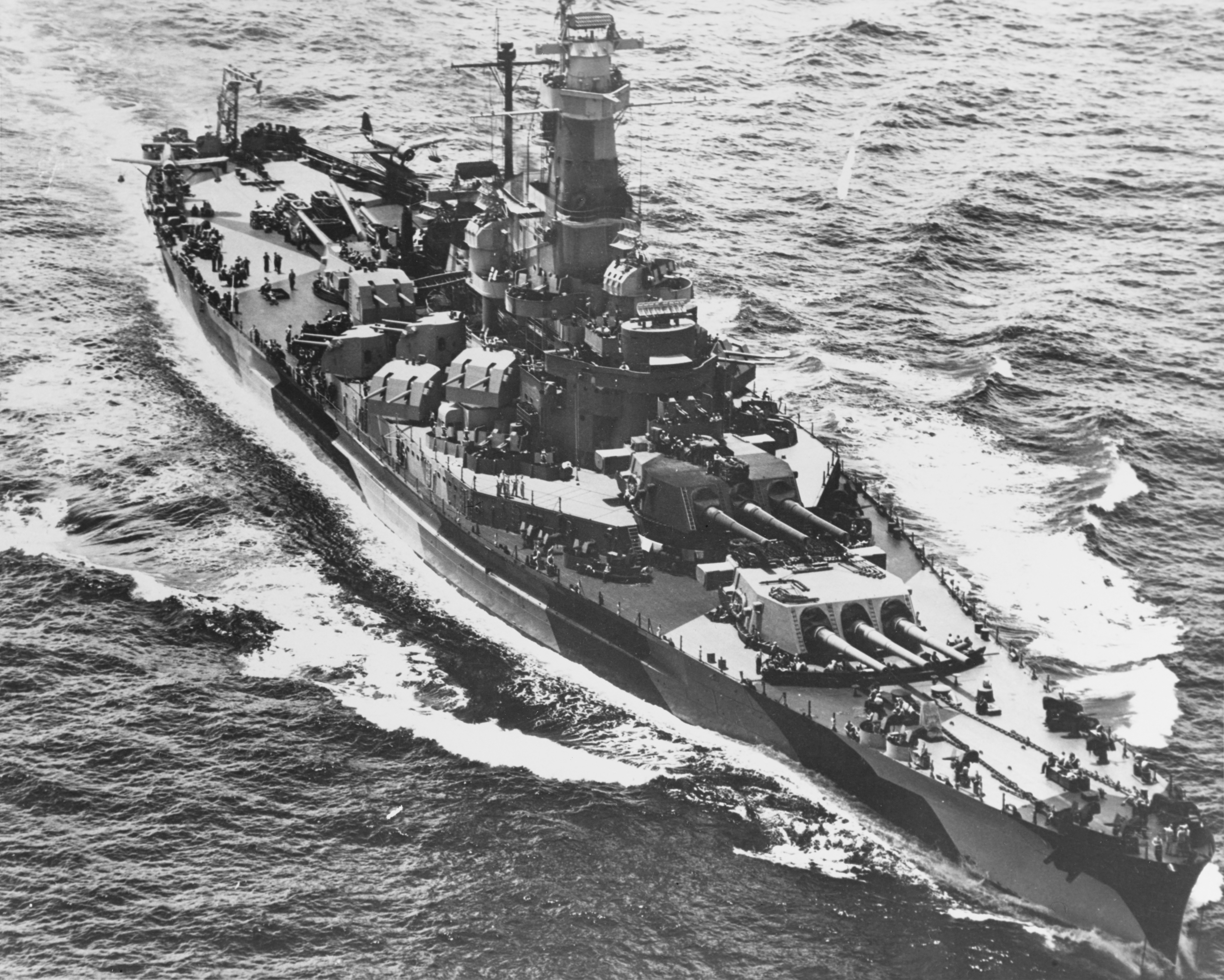
USS Indiana en enero de 1944.

El USS Indiana (BB-58) fue puesto en grada el 20 de noviembre de 1939 en los astilleros Newport News Shipbuilding, Newport News, Virginia, botado el 21 de noviembre de 1941 y asignado el 30 de abril de 1942. Fue enviado al Pacífico adonde llegó a tiempo de reemplazar a su gemelo, el USS South Dakota (BB-57), gravemente dañado tras la batalla Naval de Guadalcanal en noviembre de 1942. Continuó durante ese año y 1943 con las operaciones navales durante la batalla de Guadalcanal en las islas Salomón y en el desembarco en las islas Gilbert. En enero de 1944 y tras bombardear la isla de Kwajalein con el fin de preparar el desembarco en las islas Marshall, durante unas maniobras de abastecimiento a los destructores de la flota en condiciones de oscuridad, el Indiana chocó con el acorazado USS Washington causando graves daños y varios muertos en ambos buques. Tras reparaciones de urgencia en el atolón de Majuro, en febrero de 1944 llegó a Pearl Harbor para completarlas. En abril volvió a la acción operando en Nueva Guinea y en las islas Carolinas y Marianas. En esas islas participó en la batalla del Mar de Filipinas. Posteriormente actuó en las islas Palau y en las Filipinas. A comienzos de octubre, después de dos años seguidos de actividad navegó hasta Estados Unidos para efectuar reparaciones, revisiones y mejoras de armamento por lo que no estuvo presente en la batalla del Golfo de Leyte. Volvió a los escenarios de guerra a comienzos de 1945 apoyando las invasiones de Iwo Jima y Okinawa y los bombardeos sobre las islas metropolitanas japonesas. Tras la guerra volvió a Estados Unidos donde fue puesto en la reserva en 1947 y finalmente vendido para chatarra en 1963.

### USSMassachusetts(BB-59)

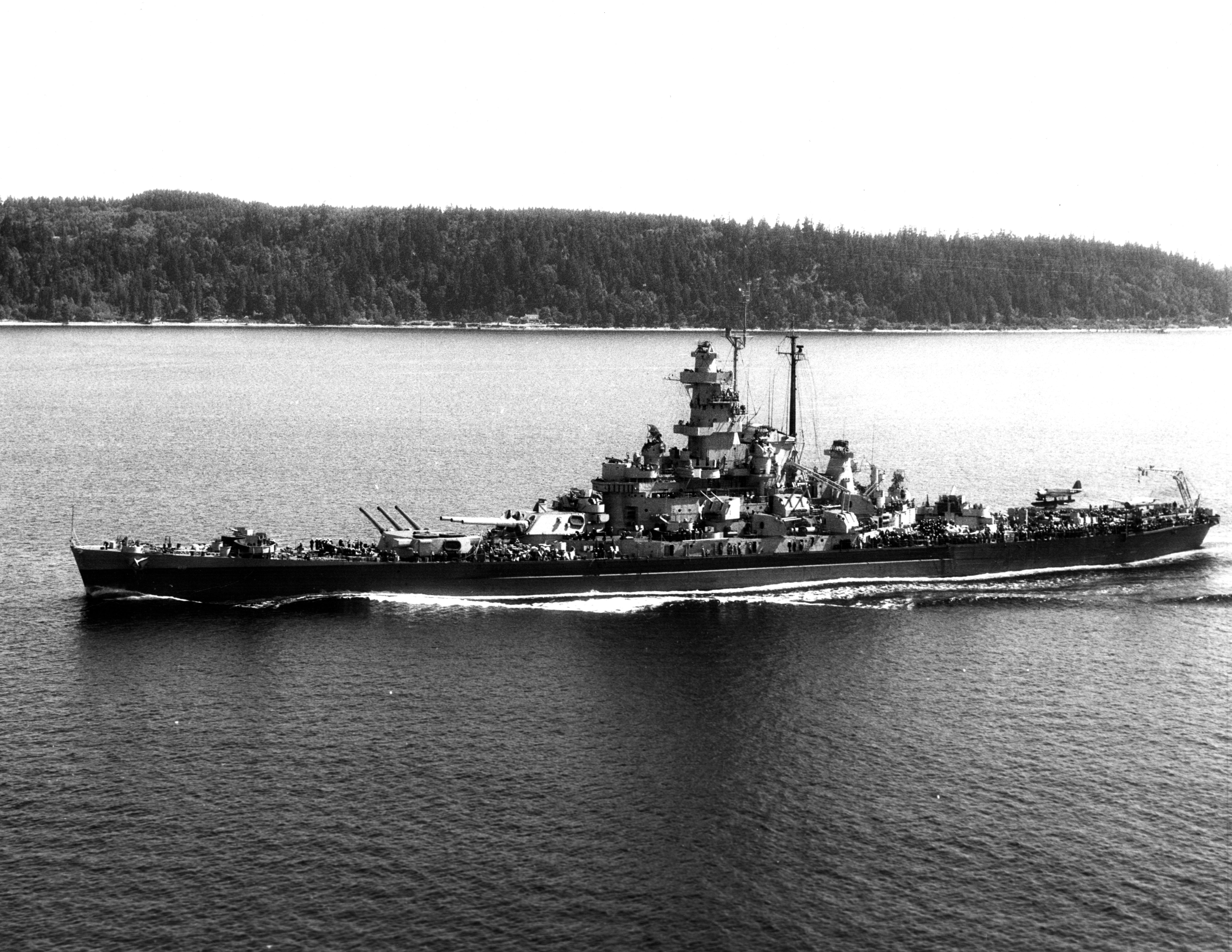
USS Massachusetts navegando a 15 nudos en Point Wilson, Washington en julio de 1944.

El USS Massachusetts (BB-59)fue puesto en grada el 20 de julio de 1939 en los astilleros Bethlehem Steel Co., en Quincy, Massachusetts, botado el 23 de septiembre de 1941 y asignado el 15 de mayo de 1942. Se le necesitaba urgentemente para las operaciones navales de la Operación Torch, el desembarco aliado en el Norte de África, por lo que la navegación hasta Casablanca sirvió como parte de sus pruebas de mar. El 8 de noviembre de 1942 tuvo lugar la batalla Naval de Casablanca en la que el Massachusetts, junto con los cruceros pesados USS Tuscaloosa, USS Wichitay cuatro destructores, tenía como misión bombardear e inhabilitar la flota francesa basada en el puerto de Casablanca y proteger el desembarco aliado en las playas de Fédala, hoy Mohammedia. En dichos combates castigó la batería costera de El Hank, hizo cinco blancos en el acorazado francés Jean Bart dejándolo inutilizado, y contribuyó a hundir o dejar fuera de combate a los destructores Fougeaux y Milan y al crucero Primauguet. También recibió tres impactos desde El Hank y del destructor francés Baulonnais que le causaron daños de poca importancia. El Massachusetts dejó las aguas marroquíes el 12 de noviembre y volvió a Estados Unidos para acondicionarle para ser asignado al Pacífico.
El USS Massachusetts llegó a la base de Numea, Nueva Caledonia, el 4 de marzo de 1943. Estuvo presente en las acciones desarrolladas en las islas Salomón, en las operaciones alrededor de Guadalcanal, las islas de Makin, Tarawa y Abemama en las islas Gilbert, Nauru, en las islas Marshall, bombardeando Kwajalein y la base japonesa de Truk, en las islas de Tinian, Saipán y Guam en las islas Marianas, en las islas Carolinas, Nueva Guinea y bombardeó la isla de Ponape antes de poner rumbo en octubre a Estados Unidos para efectuar reparaciones y reacondicionamiento de su armamentos en los astilleros Puget Sound Navy Yard, en Bremerton, Washington. En agosto de 1944 estaba de vuelta en Pearl Harbor. Bombardeó Formosa previamente a trasladarse a las islas Filipinas al inminente desembarco en la isla de Leyte. Allí en octubre participó en la batalla del Golfo de Leyte. En diciembre soportó el paso de un tifón sin apenas desperfectos. Posteriormente operó en el Mar de la China Meridional entre Saigón y Hong Kong. A partir de febrero de 1945 bombardeó diferentes objetivos, ya en islas metropolitanas japonesas, Iwo Jima, Okinawa, las islas Ryukyu y las localidades de Hamamatsu y Kamaishi. El Massachusetts probablemente disparó, en este último bombardeo, el último proyectil de 410 mm de la guerra. Tras la guerra volvió a Estados Unidos, fue pasado a la reserva en 1947 y en 1965 abierto al público como buque museo en la localidad de Fall River, Massachusetts.

### USSAlabama(BB-60)

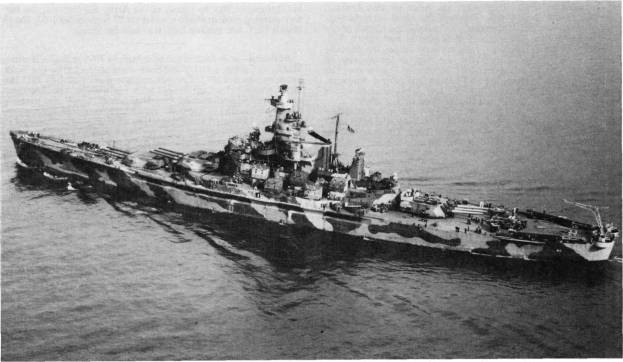
USS Alabama en diciembre de 1942.

El USS Alabama (BB-60) fue puesto en grada el 1 de febrero de 1940 en los astilleros Norfolk Naval Shipyard en Portsmouth, Virginia, botado el 16 de febrero de 1942 y asignado el 16 de agosto de 1942. Tras sus pruebas de mar efectuadas entre las bahías de Chesapeake y de Casco, fue asignado, junto con su gemelo el USS South Dakota, a la Home Fleet de la Marina Real Británica. Durante este servicio el Alabama navegó más allá del Círculo polar ártico.